# Тиверий (сын Константа II)
Тиверий (греч. Τιβέριος; род. VII век, Константинополь) — византийский император-соправитель в 659—681 годах. Сын императора Константа II и Фаусты. Как и его брат Ираклий, был коронован в 659 году, прежде чем их отец отправился в Италию.

## Биография

### Соправительство
Со смертью Константа II в 668 году брат Тиверия Константин IV, который также был соправителем отца с 654 года, стал старшим императором. После 13 лет совместного правления вместе с Тиверием и Ираклием Константин попытался лишить своих братьев титула, однако это вызвало военное восстание в Анатоликской феме. Армия двинулась к Хрисополю и направила делегацию через Босфор в Константинополь, требуя, чтобы два брата оставались соправителями вместе с Константином IV, поскольку три императора символизировали Троицу. Константин утихомирил повстанцев, пообещав выполнить их требования: его доверенный военачальник Феодор похвалил солдат за преданность и попросил вернуться в казармы в Анатолии. Армия отступила, а зачинщики восстания вошли в город. Теперь, когда военная угроза исчезла, Константин немедленно казнил лидеров бунтовщиков.

### Последние сведения о Тиверии
Константин IV не мог больше доверять братьям, поскольку они стали причиной восстания; кроме того, император стремился передать власть своему собственному сыну (будущий император Юстиниан II). Где-то между 16 сентября и 21 декабря 681 года Константин приказал изувечить своих братьев и сестёр и стереть их имена из всей официальной документации; он постановил, что его сын Юстиниан II станет его преемником. После этого ни один из них не упоминается в исторических хрониках.